# Svenska mästerskapen i banhoppning inomhus 2020
Svenska mästerskapen i banhoppning inomhus 2020 arrangerades av Trollhättans sportryttare på Grevagården i Skövde som ett samlat mästerskap både för ponny och häst mellan den 27 oktober till 1 november 2020 för ponny och mellan 4 och 8 november för häst.

## Resultat
| Placering | Ryttare        | Häst         | Klubb              |
| --------- | -------------- | ------------ | ------------------ |
| 1         | Sissela Smith  | Casemiro CC  | Åby ridklubb       |
| 2         | Andrea Persson | F. Las Vegas | Österlens ridklubb |
| 3         | Wilma Marklund | Carlogero    | Piteå ridklubb     |

| Placering | Ryttare          | Häst                          | Klubb                          |
| --------- | ---------------- | ----------------------------- | ------------------------------ |
| 1         | Filippa Enmark   | Cartier Du Chateau Hollogne Z | Jump Club ridsportförening     |
| 2         | Cora Sidney Hirn | Chaginue                      | Föreningen Runsten Equestrians |
| 3         | Kajsa Björe      | Fine Emmely                   | Jump Club ridsportförening     |

| Placering | Ryttare        | Häst                    | Klubb                        |
| --------- | -------------- | ----------------------- | ---------------------------- |
| 1         | Julie Carlberg | CCStud's Fidelity (SWB) | Strömsholms ridsportförening |
| 2         | Philip Svitzer | Exclusief               | Helsingborgs fältrittklubb   |
| 3         | Beata Hermelin | Crimson (SWB)           | Flyinge hästsportklubb       |

| Placering | Ryttare              | Häst          | Klubb                      |
| --------- | -------------------- | ------------- | -------------------------- |
| 1         | Carl-Hugo Westergren | Carmelita     | Rådmansö hästsportförening |
| 2         | Emil Jönsson         | Be Special    | Flyinge hästsportklubb     |
| 3         | Lovisa Korneliusson  | Citty Cat BIC | Hagens ridsportförening    |

| Placering | Ryttare         | Häst           | Klubb                         |
| --------- | --------------- | -------------- | ----------------------------- |
| 1         | Selma Staffare  | Munsboro Meg   | Mitt Hjärta hästsportförening |
| 2         | Ella Ramnegård  | Kilteel Jimbob | Varbergs ridklubb             |
| 3         | Tilda Sandstedt | Ohio One       | Heby ryttarförening           |

| Placering | Ryttare                   | Häst                     | Klubb                             |
| --------- | ------------------------- | ------------------------ | --------------------------------- |
| 1         | Smilla Gardiner           | Dooneens Captain Classic | Flyinge ryttarförening            |
| 2         | Rebecca Falck Lagercrantz | Niva                     | Jump Club ridsportförening        |
| 3         | Tuva-li Örnberg           | Giovanna                 | Perstorps kör- och ryttarförening |

| Placering | Ryttare          | Häst               | Klubb                      |
| --------- | ---------------- | ------------------ | -------------------------- |
| 1         | Melody Ohlinger  | Stald Fox's Mr Fox | Jump Club ridsportförening |
| 2         | Smilla Gardiner  | Lavally Sam        | Flyinge ryttarförening     |
| 3         | Mathilda Hansson | Sting´s Yaris      | Flyinge ryttarförening     |